# Karl Blossfeldt

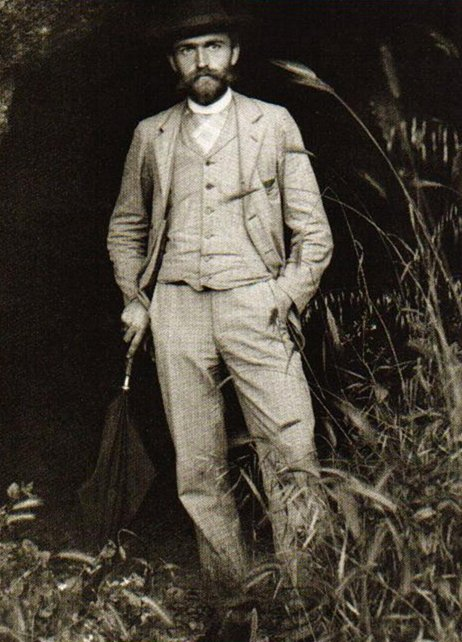
Karl Blossfeldt (1895)

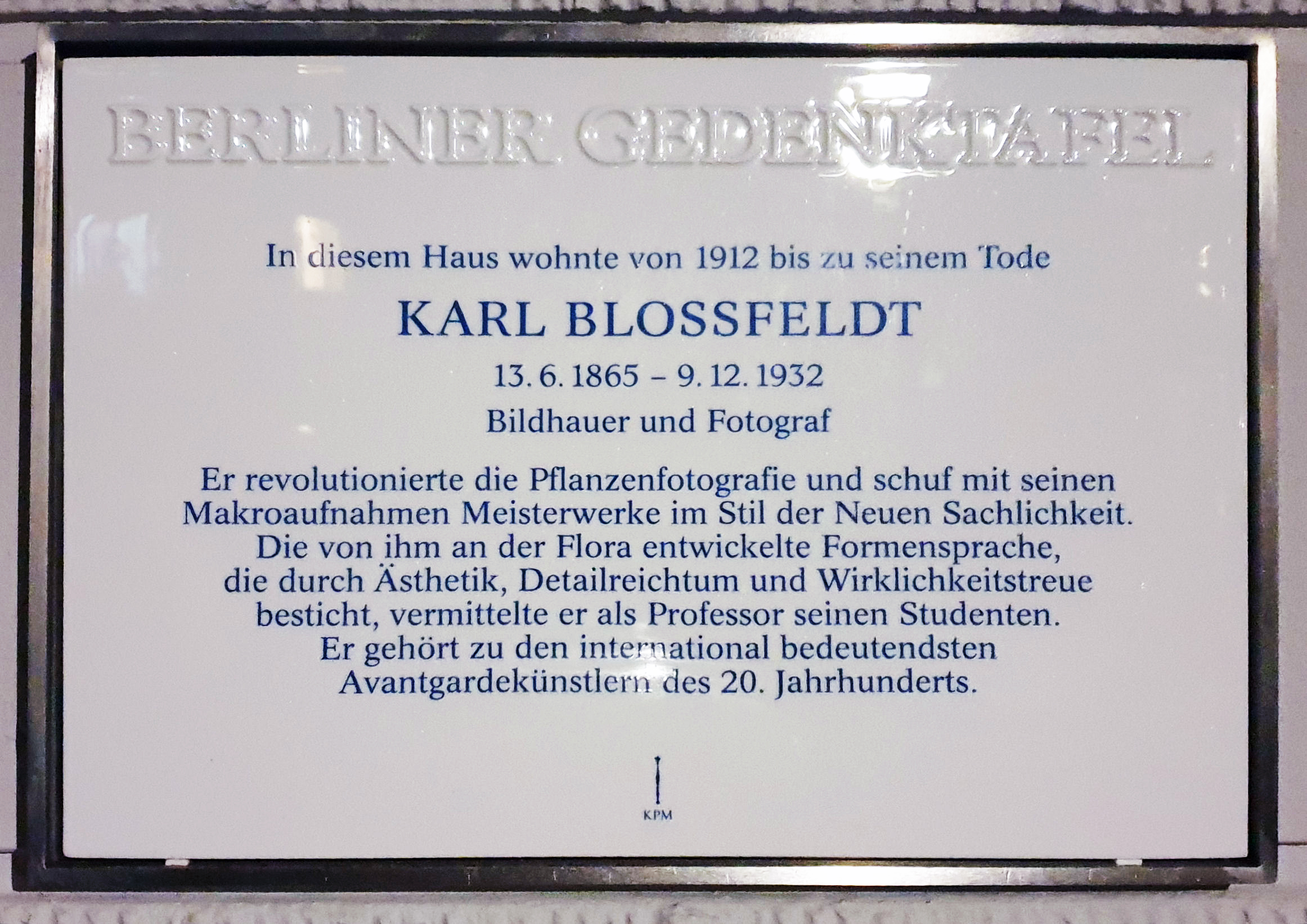
Berliner Gedenktafel am Haus, Stephanstraße 6, in Berlin-Steglitz

Karl Blossfeldt (* 13. Juni 1865 in Schielo; † 9. Dezember 1932 in Berlin) war ein deutscher Bildhauer und Fotograf, der besonders durch streng-formale Pflanzenfotografien bekannt wurde. Er gilt fotokünstlerisch als Vertreter der Neuen Sachlichkeit.

## Leben
Karl Blossfeldt, ein Sohn des Eigentümers August Blossfeldt zu Schielo, begann 1881 eine Lehre als Bildhauer und Modelleur in der Kunstgießerei Carlswerk in Mägdesprung im Harz und verwendete bereits damals Blätter als Vorlage für Verzierungen. Dort erwies er sich schon bald als begabter Modelleur, der seine Anregungen bei der Umsetzung floraler Ornamentik für die Gestaltung von schmiedeeisernen Zäunen und Toren aus der direkten Auseinandersetzung mit dem Naturvorbild zog.
Als Neunzehnjähriger begann er mit Hilfe eines Stipendiums ein zeichnerisches Grundstudium an der Unterrichtsanstalt des Berliner Kunstgewerbemuseums (1884–1889). Seine Leidenschaft gehörte jedoch weiterhin der Fotografie. Deshalb schloss er sich von 1890 bis 1896 der Mitarbeit am Projekt des Zeichenlehrers Moritz Meurer zur Herstellung von Unterrichtsmaterialien für ornamentale Gestaltung im Auftrag des Preußischen Ministerium für Wissenschaft, Kunst und Volksbildung an. Mit einer Gruppe von Studenten reiste er nach Rom und von dort aus durch ganz Italien, nach Griechenland und nach Nordafrika, um eine botanische Mustersammlung anzulegen. Dies stellte den Beginn der systematischen Fotoarbeit an Pflanzen dar. In der Folgezeit erschienen erste Veröffentlichungen in den Publikationen Meurers. Meurer gab Blossfeldt wichtige Impulse. Dieser wollte in seinem Zeichenunterricht weg vom Schematismus des Kopierens historischer Ornamentik. Im Studium von Naturformen als einer Rückkehr zu den Quellen ornamentaler Gestaltfindung in Kunst und Architektur sah er die Möglichkeit einer Erneuerung kunstgewerblichen Arbeitens.
Im Jahr 1898 kehrte Blossfeldt nach Berlin zurück und begann mit seiner Lehrtätigkeit als Assistent an der Unterrichtsanstalt des Kunstgewerbemuseums Berlin. Ab 1899 erhielt er durch die Unterstützung Meurers eine Dozentenstelle im neu eingerichtete Fach „Modellieren nach lebenden Pflanzen“. Erst zu diesem Zeitpunkt begann der systematische Einsatz der Fotografie zu Unterrichtszwecken, um für die Studenten Vorlagen zum Modellieren zu schaffen. Das Pflanzenmaterial bezog Blossfeldt in Berlin nicht vom Floristen, sondern sammelte es selbst an „proletarischen Orten“ wie Feldwegen und Bahndämmen; teilweise erhielt er es auch aus dem Botanischen Garten.
Erst 1921 wurde Blossfeldt zum ordentlichen Professor an der Unterrichtsanstalt des Kunstgewerbemuseums ernannt, die 1924 mit der Hochschule der bildenden Künste fusionierte, um von nun an unter dem Namen „Vereinigten Staatsschulen für Freie und Angewandte Kunst“ zu firmieren.
Seine außerordentliche Bekanntheit verdankt Karl Blossfeldt vor allem dem Berliner Kunsthändler und Galeristen Karl Nierendorf, der von der besonderen Ästhetik der hochdetaillierten Pflanzenfotografien tief beeindruckt war und eine erste Ausstellung von Blossfeldts Werk außerhalb des Schulbetriebs organisierte. 1926 stellte er die Fotografien zusammen mit Skulpturen aus Papua-Neuguinea und Gemälden von Richard Janthur unter dem Titel „Exoten, Kakteen und Janthur“ in seiner Berliner Galerie aus. Unter den Rezensenten fand sich Walter Benjamin. Auf Nierendorf ist auch zurückzuführen, dass Blossfeldts erstes Buch „Urformen der Kunst“ 1928 im Ernst Wasmuth Verlag erschien, es machte Karl Blossfeldt fast über Nacht berühmt. Nach seiner Emeritierung, kurz vor seinem Ableben am 9. Dezember 1932, konnte Blossfeldt noch der Bildband „Wundergarten der Natur“ veröffentlichen. Der Band „Wunder in der Natur. Bild-Dokumente schöner Pflanzenformen“ erschien 1942 posthum in Leipzig.
Am 17. September 2020 wurde an seinem ehemaligen Wohnort, Berlin-Steglitz, Stephanstraße 6, eine Berliner Gedenktafel enthüllt.

## Werk

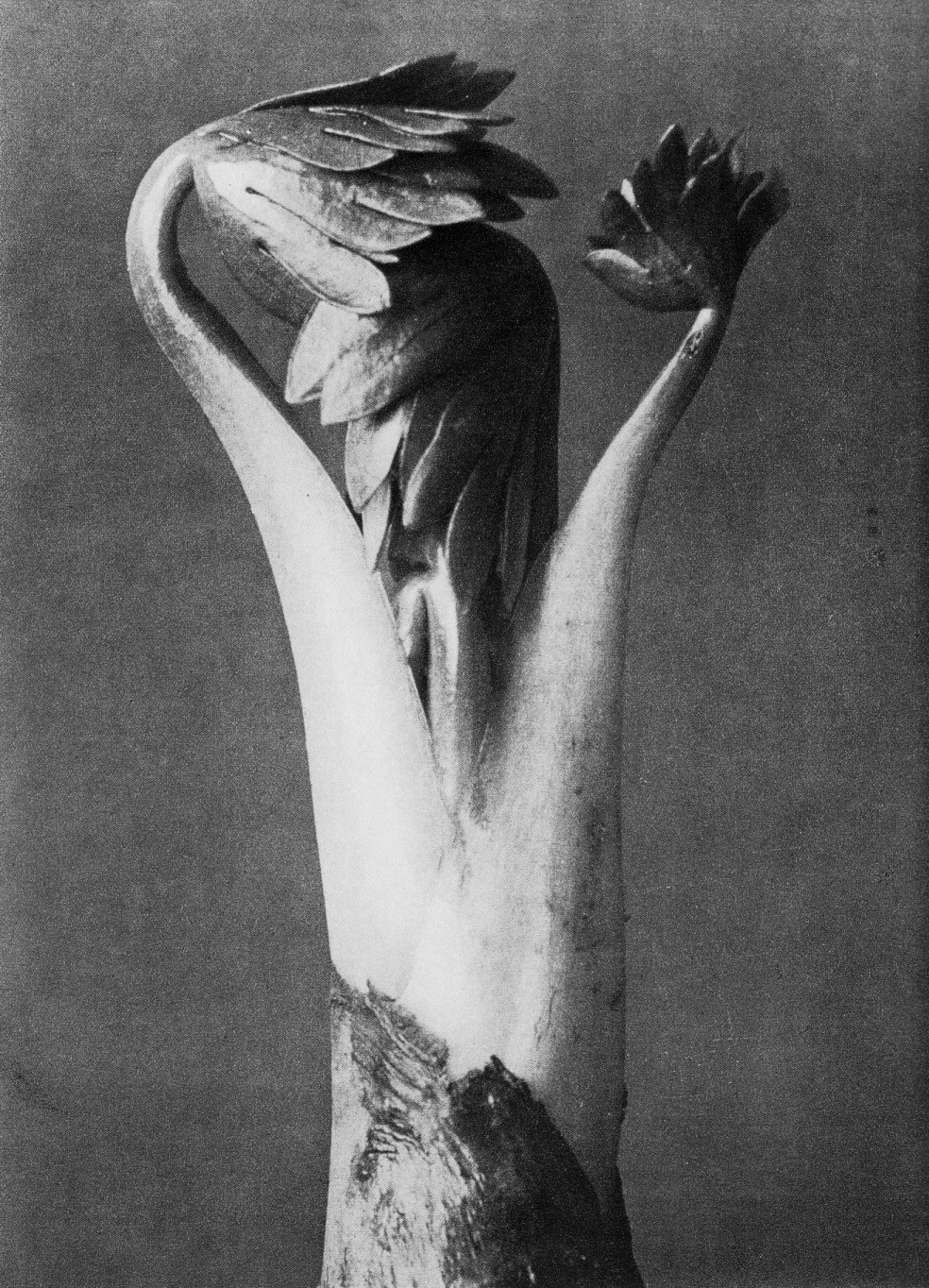
Eisenhut (Aconitum)
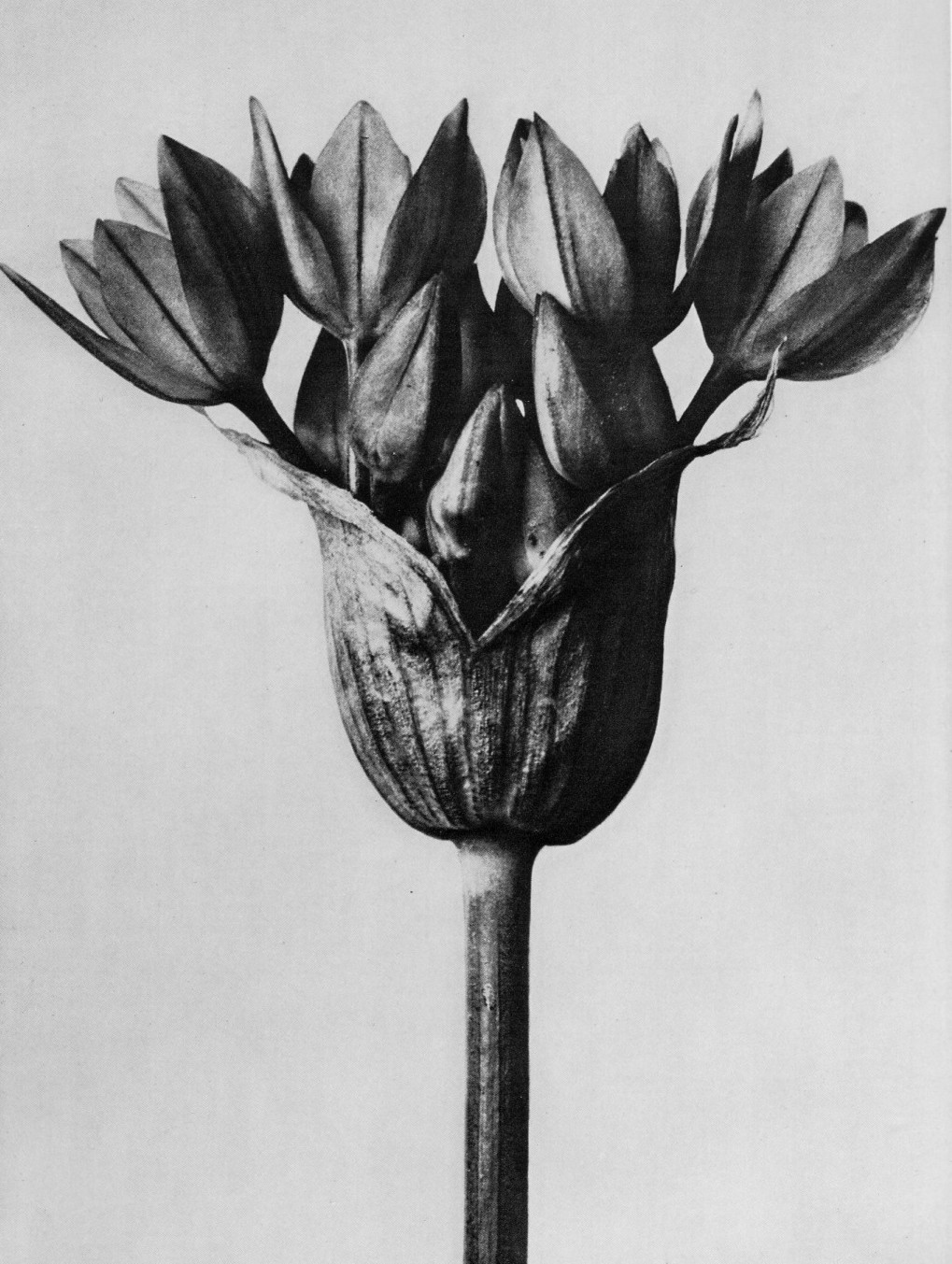
Knoblauchpflanze (Allium ostrowskianum)
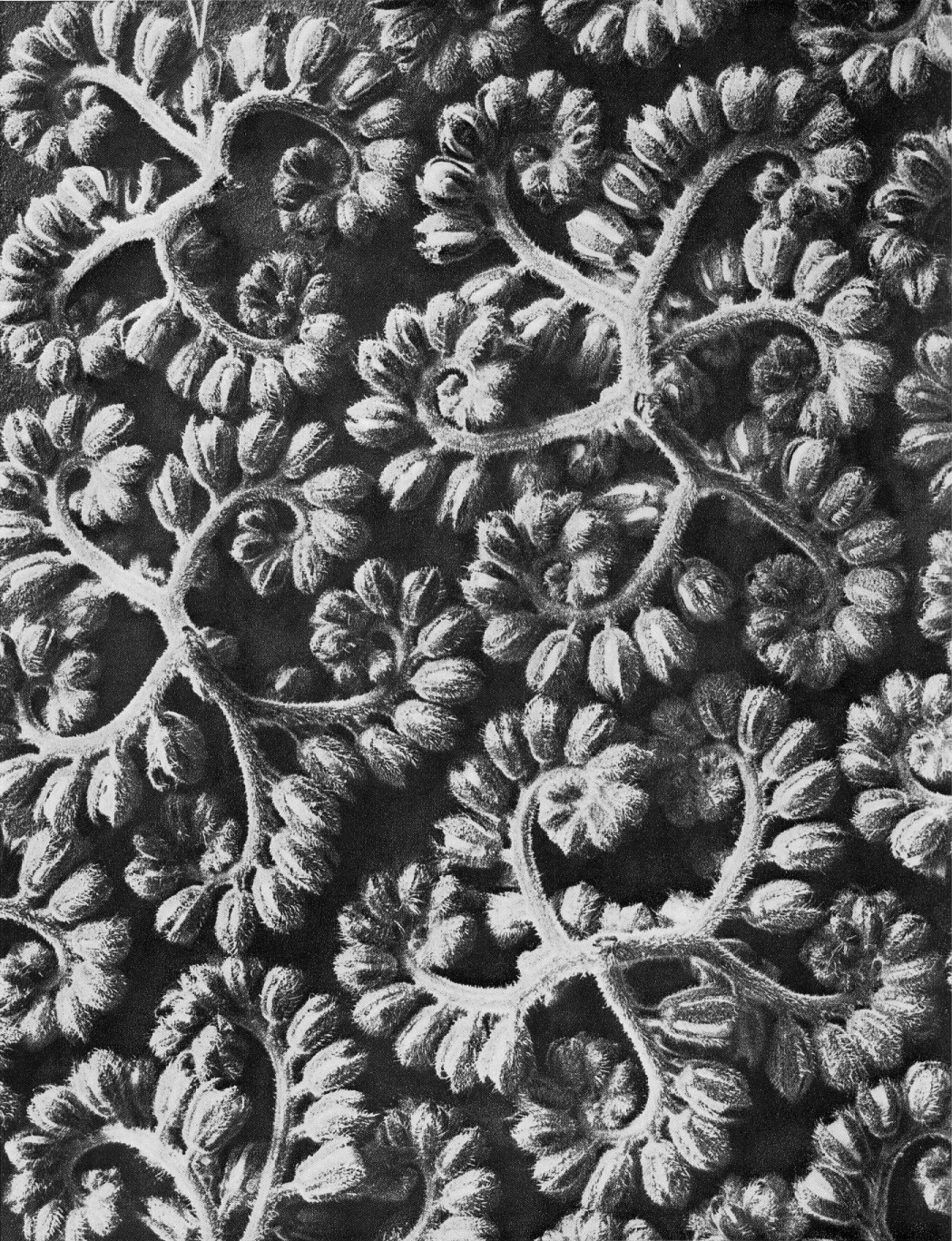
Büschelkraut (Phacelia congesta)
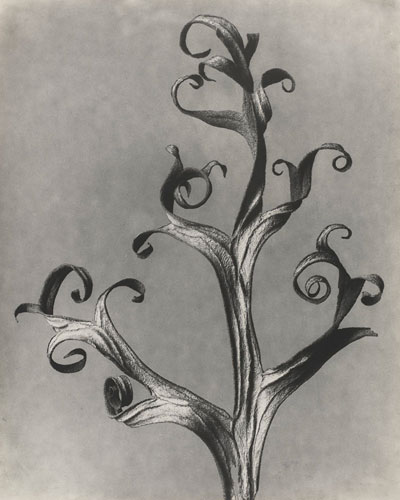
Rittersporn (Delphinium)
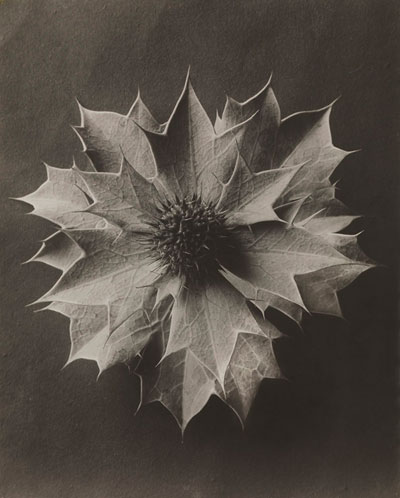
Stranddistel (Eryngium maritimum)
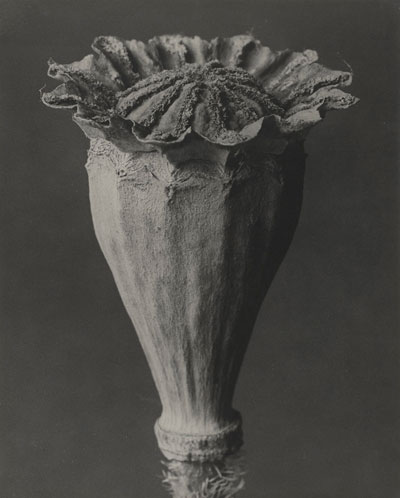
Orientalischer Mohn (Papaver orientale)
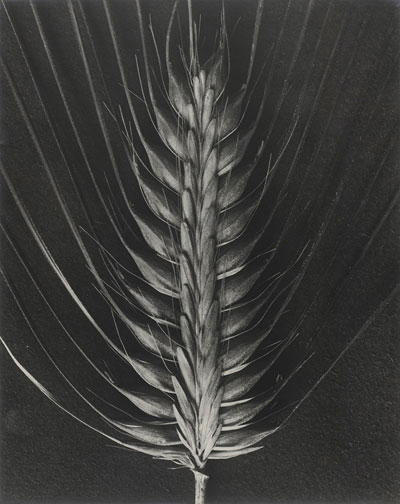
Pfauen- oder Reisgerste (Hordeum distichum)
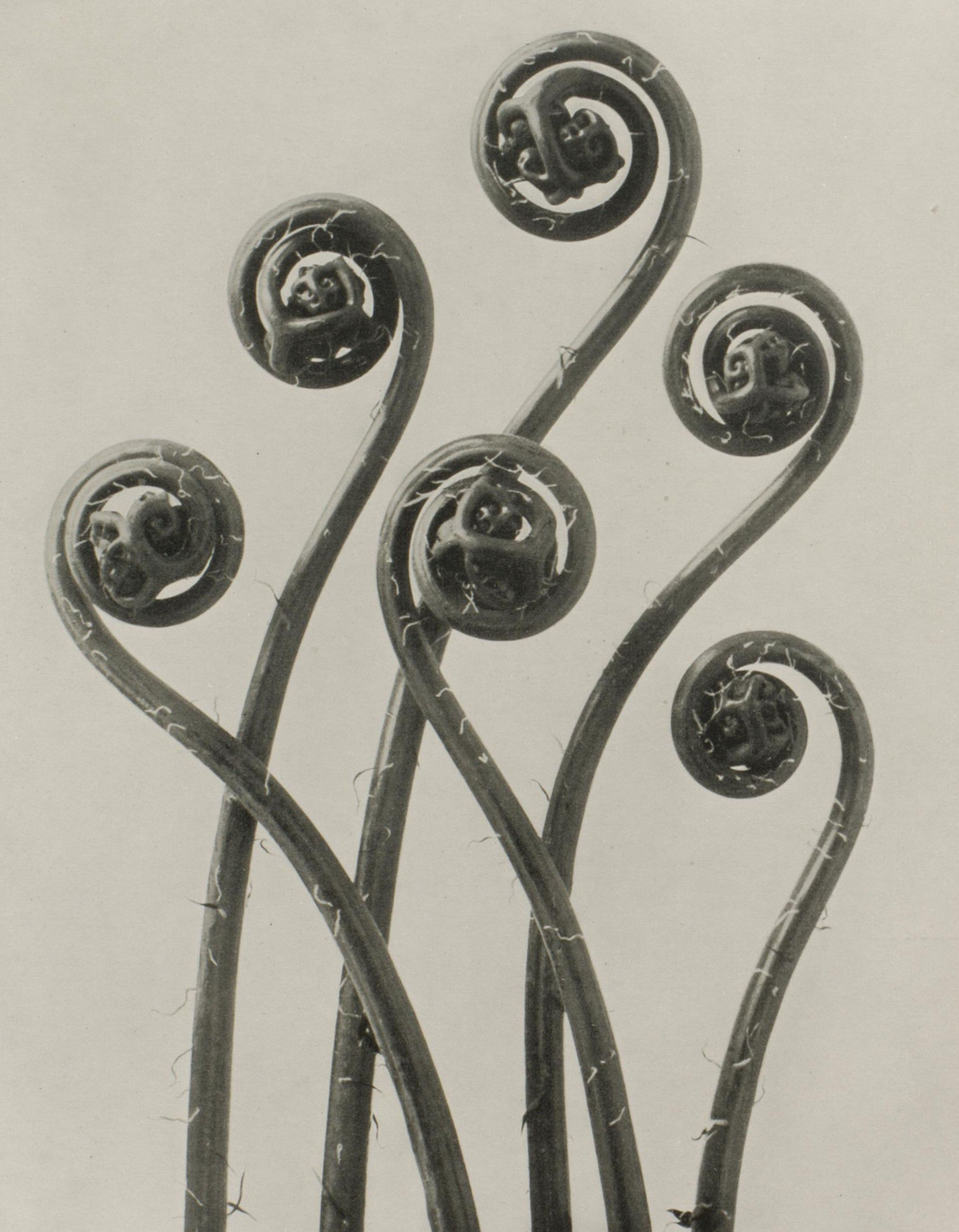
Junge Blätter des Haarfarns, etwa 6fach

### Künstlerisches Anliegen
Blossfeldt sah seine Fotografien als Unterrichtsmaterial und nicht als eigenständige künstlerische Leistung.
Er meinte, dass die „Photographie bestes Hilfsmittel für Herausarbeitung von Pflanzendetails“ sei und verwendete die Fotografie aufgrund praktischer Vorteile.
Damit machte er einen Kompromiss zwischen Originalpräparat und Zeichnung als Vorlage und Unterrichtsmaterial für Zeichenunterricht.
Die Fotografien wurden an die Wand projiziert und dienten als Vorlage für Zeichenübungen. Voraussetzung dafür war eine klare, konturenscharfe Abbildung.
Des Weiteren veranschaulichte Blossfeldt Formen und Strukturen der Natur und wirkte so auf die ornamentale Gestaltung von Produkten hin.
Blossfeldt selbst war eher Enthusiast für Pflanzen als professioneller Fotograf. Mit seinen genauen Studien entdeckte er graphische Details und ging botanisch-wissenschaftlich vor, indem er seine Fotografien mit lateinischen Namen beschriftete. Damit knüpfte er an die Tradition der Herbarien an.
In dem Vorwort zu seinem Buch Wundergarten der Natur schreibt er:
- Die „Bilddokumente“ sprechen für sich.
- „Meine Pflanzenurkunden sollen dazu beitragen, die Verbindung mit der Natur wieder herzustellen. Sie sollten den Sinn für die Natur wieder wecken, auf den überreichen Formenschatz in der Natur hinzuweisen und zu eigener Beobachtung unserer heimischen Pflanzenwelt anregen.“

Er bewertet darin die Pflanze als künstlerisch-architektonischen Aufbau, welche neben zweckdienlichen auch künstlerische Formen schafft. Die Natur ist damit als „Lehrmeisterin“ für Kunst und Technik anzusehen.

### Technik

#### Bild
Letztlich wurden die Pflanzen in bis zu 12–45-facher Vergrößerung abgebildet. Das Negativ wurde im Maßstab 1:1 aufgenommen, davon wurden dann Ausschnittsvergrößerungen angefertigt. Daher mussten die Pflanzen sehr ruhig liegen, Blossfeldt hat oft Glasscheiben als Halterung oder als Unterlage benutzt, damit der Untergrund sich unscharf abbildete. Getrocknete Pflanzen hat er aufrecht in Knetmasse gesteckt oder sie sogar aufgehängt. Die durch die Glasplatte entstandene Spiegelung im Bild wurde vor der Veröffentlichung retuschiert. Dabei sind auch „fehlerhafte“ Aufnahmen entstanden, aber auch diese wurden von ihm gesammelt. Das Bild wurde auf Silbergelatinepapier vergrößert, meist im Format 30 × 24 cm, aber auch 24 × 60 cm. Oder er stellte für seinen Kunstunterricht Diapositive 9 × 12 cm her, die er mit Hilfe eines Projektors auf einer entsprechenden Projektionsfläche in großem Format vorführen konnte.

#### Kamera
Blossfeldt verwendete eine (vermutlich selbstgebaute) Plattenkamera.

#### Negativ
Das Negativ hatte ein Format von 6×9, 9×12, 13×18, selten auch 9×18. Die Glasplatten waren meist mit orthochromatischer Emulsion, selten mit panchromatischer Emulsion beschichtet. Daher wurden die Pflanzen konturenscharf abgebildet.

#### Motiv
- Perspektive: Aufsicht, direkte Seitenansicht
- Hintergrund: neutral: einfarbig (schwarz/grau/weiß)
- Belichtung: diffuses Streiflicht/weiches Tageslicht, wodurch das Bild dunkel wirkt
- Detailansicht
- hohe Schärfentiefe

## Rezeption
„Neues von Blumen“ – so betitelte Walter Benjamin seine vielzitierte Rezension von Karl Blossfeldts Bildband „Urformen der Kunst“. Blossfeldt habe mit seinem Buch „in jener großen Überprüfung des Wahrnehmungsinventars, die unser Weltbild noch unabsehbar verändern wird, das Seine geleistet. Er hat bewiesen, wie recht der Pionier des neuen Lichtbilds, Moholy-Nagy hat, wenn er sagt: „Die Grenzen der Photographie sind nicht abzusehen. Hier ist alles noch so neu, dass selbst das Suchen schon zu schöpferischen Resultaten führt. Die Technik ist der selbstverständliche Wegbereiter dazu. Nicht der Schrift- sondern der Photographieunkundige wird der Analphabet der Zukunft sein.“ Ob wir das Wachsen einer Pflanze mit dem Zeitraffer beschleunigen oder ihre Gestalt in vierzigfacher Vergrößerung zeigen – in beiden Fällen zischt an Stellen des Daseins, von denen wir es am wenigsten dachten, ein Geysir neuer Bilderwelten auf.“
Dass Blossfeldt nicht zuletzt durch diese Zeilen Ende der 1920er-Jahre die „Weihe zum neusachlichen Künstler“ erhielt und neben Albert Renger-Patzsch bis heute als wichtigster Vertreter der Neuen Sachlichkeit gehandelt wird, ist hinlänglich bekannt, ebenso, dass er mit seinen ursprünglich ausschließlich zu Lehrzwecken im kunstgewerblichen Unterricht angefertigten Fotografien zum „Avantgardisten wider Willen“ gemacht wurde.
Als Mitte der 1970er-Jahre eine vor allem Ann und Jürgen Wilde sowie Klaus Honnef zu verdankende Blossfeldt-Renaissance einsetzte, seine Fotografien zunehmend in Ausstellungen wie der documenta 6 (1977) präsentiert wurden, die Arbeitsabzüge aus der Universität der Künste in Berlin aber noch nicht bekannt waren, konzentrierte man sich für Ausstellungszwecke auf Reproduktionen der Buchmotive oder auf diese gewissermaßen kopierende Modern Prints zugehöriger Negative. Schließlich kamen ergänzend auch Neuabzüge von Negativen aus dem Nachlass mit bislang unpublizierten Motiven hinzu, die auch in Form von Editionen in Umlauf gebracht wurden. Durch das Fehlen zeitgenössischer oder gar im Sinne des Kunsthandels durch ihren Urheber autorisierter, originaler Abzüge konnten als Referenz für die Wahl von Bildausschnitt, Helligkeit, Kontrast, Farbtemperatur bis hin zu notwendigen Retuschen wiederum nur die Buchpublikationen nachempfunden werden – wohl wissend, dass deren Ästhetik mehr auf den Galeristen Karl Nierendorf denn auf Blossfeldt selbst zurückzuführen ist.
Wohl um diesem Dilemma ein Stück weit zu entgehen, entschieden sich Andreas Hüneke und Gehrhardt Ihrke 1990 dafür, ein von ihnen nach umfangreichen Recherchen in den 1980er-Jahren in Privatbesitz in Blossfeldts Geburtsort Schielo aufgefundenes Konvolut von Negativen in ihrem Bildband „Fotografien zwischen Natur und Kunst“ unbeschnitten zu publizieren – sofern die Motive noch nicht veröffentlicht waren –, tatsächlich entfielen allerdings die auf den Negativen „sichtbaren Hilfsmittel zur Befestigung der Pflanzen“ – Wäscheklammern, Knetmasse oder Draht – durch Beschnitt, sodass entsprechend auch hier interpretatorische Eingriffe vorgenommen wurden. Ohne es zu wissen, entsprachen die Herausgeber damit am ehesten der Bildwirkung der damals noch nicht publizierten, zu Arbeitscollagen zusammengestellten Kontakte Blossfeldts, die dieser auf ähnliche Weise freigestellt hatte. Ein Teil dieser neu entdeckten Motive wurde später auch als eine Art Vorspann in das „Complete Published Work“ aufgenommen, dort allerdings absichtsvoll, eine noch größere Differenz zu den zeitgenössischen Bildbänden inszenierend, teilweise unbeschnitten als Reproduktion der gesamten Glasplatte samt Plattenrand.
Kehrt man jedoch zu dem oben angeführten, von Mattenklott in eine Frage gekleideten Gedanken zurück, dass eine Fotografie „den Reichtum und das Gewicht der in sie eingegangenen Bedeutungen einschließt“ und geht zudem davon aus, dass ein Objekt nicht schlicht aus sich selbst heraus zu einem Werk wird, sondern maßgeblich auch durch seine Präsenz im Kunsthandel, in Museen und Galerien und nicht zuletzt durch seine Reflexion in der kunsthistorischen Forschung, so muss die – im Falle Blossfeldts besonders facettenreiche – Rezeptionsgeschichte als konstituierender, integraler Bestandteil eines Lebenswerkes betrachtet werden.

## Bestände
In den ersten Jahrzehnten der Rezeption des Werks Blossfeldts bestand die zugängliche Referenzmenge aus nur rund 350 Motiven, die in den Bildbänden „Urformen der Kunst“ (1928), „Wundergarten der Natur“ (1932), „Wunder der Natur“ (1942) und später in „Fotografien zwischen Kunst und Natur“ (1990) publiziert worden waren, und die bis heute den Korpus des in zahlreichen Auflagen und Ausgaben veröffentlichten „Complete Published Work“ bilden. Noch 1981, als Mattenklott seine ideologiekritische, geistesgeschichtliche Analyse der Blossfeldtschen Fotografien vorlegte und eine erste umfassendere Rekonstruktion ihrer Entstehungszusammenhänge unternahm, waren keine überlieferten Abzüge bekannt. Waren also bis in die 1980er-Jahre fast ausschließlich die in den Büchern veröffentlichen Fotografien Gegenstand der Betrachtung, so hat sich das Spektrum seit dem Fund von 600 zeitgenössischen Prints in einem Archivschrank der Universität der Künste in Berlin (UdK) 1984, der Publikation seiner sogenannten Arbeitscollagen im Jahr 2000 und nicht zuletzt dank des in den 2000er-Jahren von der Kölner SK-Stiftung Kultur in Kooperation mit der UdK erarbeiten Werkverzeichnisses sowie durch die Datenbank der Deutschen Fotothek bis heute deutlich erweitert. Insgesamt stehen dem sogenannten „publizierten Werk“ neben den Prints aus dem Archiv der UdK allein rund 3.000 bis 4.000 Negative in der Sammlung Ann und Jürgen Wilde sowie die genannten 61 Arbeitscollagen mit insgesamt rund 1.000 Motiven aus der gleichen Sammlung gegenüber, außerdem 342 Negative in der Deutschen Fotothek, um nur die größeren Konvolute zu nennen – in der Summe also trotz Schnittmengen mindestens der 10-fache Umfang der in Buchform publizierten Werke.
Die Deutsche Fotothek konnte 1989 ein Konvolut von Negativen erwerben, das in den 1980er Jahren im Zuge umfangreicher Recherchen zur Vorbereitung des 1990 erschienenen Buches „Fotografien zwischen Kunst und Natur“ von Andreas Hüneke und Gehrhardt Ihrke in Privatbesitz in Blossfeldts Geburtsort Schielo aufgefunden wurde. Es umfasst 342 Negative, darunter 327 Pflanzenmotive, davon wiederum 19 Pilzstudien, außerdem 11 Reisefotografien aus Rom und Venedig, zwei Wald- bzw. Gebirgslandschaften, die Reproduktion der Fotografie einer Kassettendecke aus der Staatlichen Bildstelle Berlin sowie die Aufnahme eines Insektenflügels. Erhalten sind außerdem einige Diapositive, die für den Unterricht oder möglicherweise als Grundlage für die Buchreproduktion verwendet wurden, sowie einige Duplikatnegative. Eine Auswahl von jeweils sechs Motiven aus dem Konvolut wurde 2010 bzw. 2016 als Edition für die Griffelkunst veröffentlicht.
Interessant sind die Negative nicht zuletzt wegen der sichtbaren Hilfsmittel zur Befestigung der Pflanzen, Wäscheklammern, Knetmasse oder Draht, sodass die für frühere Abzüge vorgenommenen interpretatorischen Eingriffe sichtbar werden. Die Negative in der Deutschen Fotothek sind auf korrespondierende Motive in Blossfeldts Publikationen, auf ihre Verwendung in seinen Arbeitscollagen, auf die zugehörigen Arbeitsabzüge in der Universität der Künste Berlin sowie auf Abbildungen in der Sekundärliteratur durchgesehen worden. Insgesamt konnten 50 Negative 86 Arbeitsabzügen aus der Universität der Künste zugeordnet werden, drei Motive erschienen in „Urformen der Kunst“ (1928), weitere sechs in „Wundergarten der Natur“ (1932) und drei in „Wunder der Natur“ (1942), außerdem hat Blossfeldt 46 von diesen für seine Arbeitscollagen verwendet.

## Publikationen
- Urformen der Kunst. Verlag Ernst Wasmuth, Berlin 1928. (Erschien als Buch mit Schutzumschlag und Mappenwerk in verschiedenen Bindungen, mit 120 ganzseitigen Bildtafeln, Einführung Karl Nierendorf. Zweite Auflage 1929.)
  - Urformen der Kunst. Mappenwerk von 1928 in Faksimile. Mit einem zusätzlichen Textheft, bearbeitet von Anne Ganteführer-Trier. Stiftung Fotografie und Kunstwissenschaft – Ann und Jürgen Wilde, Köln 2003. (Mit 120 losen Tafeln.)
  - Unter dem Titel Art Forms in Nature erschien das Werk von Karl Blossfeldt in englischer Sprache in London bei A. Zwemmer und in New York bei E. Weyhe 1929.
    - Art Forms in the Plant World. (Urformen der Kunst), englische Ausgabe von 1929 im Nachdruck einer Paperback-Ausgabe, Dover Publications, New York 1985.
    - Art Forms in Nature erschien als Volksausgabe mit 96 Bildtafeln bei A. Zwemmer in London 1935, 1936 und 1967; bei E. Weyhe New York 1935 und Universe Books, New York 1967.

  - Unter dem Titel La Plante erschien das Werk in Paris bei A. Calavas 1929

jeweils mit der übersetzten Einführung von Karl Nierendorf.
- - Unter dem Titel Konstformer i Naturen erschien das Werk mit einem Vorwort von Axel L. Romdahl und L. Scottsberg in einer Sonderbindung mit Schutzumschlag in Stockholm 1930.
  - Urformen der Kunst erschien mit 96 Bildtafeln im Verlag Ernst Wasmuth, Berlin 1935 als Volksausgabe, und unverändert: 1936, 1941, 1948 (Verlagsort Tübingen). Die Ausgabe von 1967, die letzte aus dem Verlag Ernst Wasmuth, erschien in einem geänderten Layout.
  - Weitere Ausgaben dieses Werkes in der vom Verlag Ernst Wasmuth vorgegebenen Form sind bisher nicht bekannt.
  - Urformen der Kunst. Hrsg. von Ann und Jürgen Wilde, mit dem Vorwort von Karl Nierendorf von 1928 und einem biographischen Nachwort von Ann und Jürgen Wilde, Zülpich. (= Band 303 der Bibliophilen Taschenbücher des Harenberg Verlages) Dortmund 1982. (Illustrierter Umschlag. In dieser Form erschien das Buch in 13 Auflagen.)
- Wundergarten der Natur. Neue Folge von Urformen der Kunst. Verlag für Kunst-Wissenschaft, Berlin-Friedenau 1932. (Einführung: Karl Blossfeldt; 14 Textseiten und 120 Bildtafeln im Kupfertiefdruck. Dieses Werk erschien als Buchausgabe mit Schutzumschlag und Mappenwerk mit losen Tafeln.)
- Unter dem Titel Art Forms in Nature, Second series erschien das Werk in gleicher Ausstattung wie die deutsche Ausgabe bei A. Zwemmer in London und bei E. Weyhe in New York jeweils 1932. (S. Neuauflage zusammen mit Urformen der Kunst bei Schirmer/Mosel, München 1981, mit mehreren Auflagen.)
- Wunder in der Natur. Bilddokumente schöner Pflanzenformen von Karl Blossfeldt, Einführung Otto Dannenberg, 12 Seiten Text und 120 Tafeln in Kupfertiefdruck. Pantheon Verlag H.Schmidt & Günther, Leipzig 1942. (Erschien nur als Buchausgabe mit Schutzumschlag.)
- Urformen der Kunst und Wundergarten der Natur. Das fotografische Werk von Karl Blossfeldt in einem Band. Vorwort von Gert Mattenklott, botanische Bearbeitung Harald Kilias. Verlag Schirmer/Mosel München 1994. (Mit Schutzumschlag und weiteren Auflagen bis 2008 u.f.)
- Karl Blossfeldt, Fotografien 1900–1932. Katalog zur Ausstellung im Rheinischen Landesmuseum, Bonn 1976. Einführung Christoph Rüger, Text Klaus Honnef, Bildauswahl und Ausstellung: Ann und Jürgen Wilde, Karl Blossfeldt Archiv, Zülpich. Im Anhang weitere Texte von Karl Nierendorf (s. Urformen der Kunst 1928), Karl Blossfeldt (s. Wundergarten der Natur 1932) und Walter Benjamin: Rezension von Urformen der Kunst in Die literarische Welt 1928.

## Ausstellungen (Auswahl)
- 2022 Paralleles Wachstum. Karl Blossfeldt und Eva-Maria Schön, Pinakothek der Moderne, München
- 2019 Fotografie in der Weimarer Republik, LVR-Landesmuseum Bonn
- 2017 Form Follows Flower. Moritz Meurer, Karl Blossfeldt & Co, Kunstgewerbemuseum Berlin
- 2015 Karl Blossfeldt: Aus der Werkstatt der Natur, Pinakothek der Moderne, München
- 2010 Bilder machen. Fotografie als Praxis, Universitätssammlungen Kunst + Technik in der Altana Galerie, Dresden
- 2009 Karl Blossfeldt. Pflanzenstudien und verwandte Positionen, SK Stiftung Kultur, Köln
- 2006 Karl Blossfeldt. Alfred Ehrhardt. Fritz Kühn. De materia vegetabile, Alfred Ehrhardt Stiftung, Berlin
- 1999 Carl Blossfeldt (1865–1932) – Unbekannte Photographien, Akademie der Künste, Berlin
- 1977 documenta 6, Kassel
- 1926 Exoten, Kakteen und Janthur, Galerie Neumann-Nierendorf, Berlin